# فرودگاه شهری منا اینترمانتین
فرودگاه شهری منا اینترمانتین (به انگلیسی: Mena Intermountain Municipal Airport) یک فرودگاه همگانی بهره‌برداری هوایی است که یک باند فرود آسفالت دارد و طول باند آن ۱۸۲۹ متر است. این فرودگاه در کشور ایالات متحده آمریکا قرار دارد و در ارتفاع ۳۲۹ متری از سطح دریا واقع شده‌است.